# تولجاهان سايشمان
تولاجاهان سايشمان (بالتركية: Tolgahan Sayışman)‏ هو ممثل وعارض أزياء ومذيع تركي ولد في يوم 7 ديسمبر 1981 في مدينة إسطنبول في تركيا مثل دور البطولة في مسلسل ليلى باسم جلنار.

## عن حياته
تولجهان سايشمان من مواليد 17 ديسمبر 1981 أسطنبول، تركيا والده هالوك سايشمان، تعود جذوره من الأسر المهاجرة من سيلانيك أما والدته عائشة سايشمان فهي من طرابزون، تزوج في 13 فبراير 2017 من ملكة جمال الكون ألميدا عباسي.
حصل على شهادة الثانوية من مدرسة كاديكوي الدولية قاضي كوي وأكمل دراسته الجامعية في جامعة دوجوس كلية إدارة الأعمال Doğuş Üniversitesi.

## مسيرته الفنية
- عام 2001 تم اختياره أفضل عارض في مسابقة عارض المستقبل Geleceğin Mankeni.
- عام 2002 أصبح الوصيف الأول في مسابقة أفضل عارض في تركيا Best Model of Turkey .
- عام 2003 تم تتويجه العارض الأول رجال في اسبوع الموضة بباريس Haute Couture De Jean Louis Scherrer .
- عام 2005 مَثل تركيا في المسابقة الدولية لجمال الذكور Manhunt International التي أقيمت في كوريا الجنوبية وحصل على لقب ملك جمال العالم للذكور.
- بعدها درس الدراما وقد استغرق وقت طويل لتدريب التمثيل على يد مدربة التمثيل Ayla Algan .
- في عام 2006 بدء الظهور على شاشة التليفزيون من خلال مشاركته كضيف شرف في مسلسل Acemi Cadı ،

في نفس العام أيضاً شارك في عدت مسلسلات منهم مسلسل [أسير القلوب] Esir Kalpler على شاشة كانال دي وقدم دور ليفانت، وأيضاً مسلسل Maçolar على شاشة Show TV وقدم فيه دور تونجاي.
- عام 2007 أيضاً شارك في عدة مسلسلات منها مسلسل Dicle وقدم فيه دور فرحات، في نفس العام شارك كضيف في المسلسل الشبابي Hepsi1 قدم فيه دور علي كوش.
- في 20 سبتمبر 2007 قدم أول دور بطولة في المسلسل المتميز [الوداع روميل] Elveda Rumeli قام فيه بدور مصطفي وحطم الارقام القياسية في نسبة المشاهدات واستمر المسلسل حتى 19 أكتوبر 2009.
- في 24 أكتوبر 2008 عُرض أول بطولة سينمائية له في الفيلم السينمائي Aşk Tutulması مع الممثلة فهرية أفجين فخرية أوجن والمعروف بأسم [خسوف الحب].
- في 9 نوفمبر 2009 عُرض له فيلم سينمائي اخر من بطولته بأسم Aşk Geliyorum Demez امام الفنانة برجوزار كورال بيرغوزار كوريل والمعروف بأسم لعبة القدر.
- في 2010 شارك كضيف شرف في المسلسل الشبابي Kavak Yelleri المعروف باسم سنوات الصفصاف.
- في 14 سبتمبر 2010 قدم أول بطولة مطلقة له في التلفزيون على شاشة FOXTV من خلال دور [شينار ألغاز] في المسلسل التلفزيوني [ثورة التوليب] Lale Devri المعروف بأسم ليلى (مسلسل تركي) والذي استمر حتى عام 2014.
- عام 2011 ظهر في مسلسل Yer Gök Aşk المعروف بأسم حب في مهب الريح (مسلسل) كضيف شرف بشخصيته في مسلسل [ثورة التوليب] Lale Devri [شينار ألغاز].
- عام 2013 لعب دور البطولة أمام الممثلة سعادات ايشيل اكسوي Saadet Işıl Aksoy في فيلم Sürgün أو «المنفى» وقدم دور سادات.
- في فبراير 2015 قدم دور يغيت كوزان في مسلسل تليفزيوني من بطولته على قناة Show TV بأسم Asla vazgeçmem أو «لن أتخلى ابداً» وشاركته البطولة الوجه الجديد [امينه جولشي] Amine Gülşe واستمر حتى 2016.

في نفس العام ظهر كضيف شرف في الفيلم الكوميدي Mazlum Kuzey.
- في 15 يناير 2016 عُرض له فيلم جديد شارك في بطولته بعنوان اللعبة البيزانطية Bizans Oyunları قدم فيه دور الأمير أدونيس شاركه البطولة Gürkan Uygun , Tuvana Türkay.

ويتابع مسيرته الفنية.......

## أعماله

### مسلسلات
| السنة       | العمل                                 | الدور            | ملاحظات      |
| ----------- | ------------------------------------- | ---------------- | ------------ |
| 2006        | Acemi Cadı                            |                  | ضيف شرف      |
| 2006        | Esir Kalpler                          | ليفانت           | ممثل مساعد   |
| 2006        | Maçolar                               | تونجاي           | يطولة مشتركة |
| 2007        | Dicle                                 | فرحات            | ممثل         |
| 2007        | Hepsi1                                | علي كوش          | ممثل         |
| 2007 - 2009 | الوداع روميل، Elveda Rumeli           | مصطفى            | بطولة        |
| 2010        | سنوات الصفصاف، Kavak Yelleri          |                  | ضيف شرف      |
| 2010 - 2014 | ليلى (مسلسل تركي) , Lale Devri        | شينار ألغاز      | بطولة        |
| 2011        | حب في مهب الريح (مسلسل) , Yer Gök Aşk | شينار ألغاز      | ضيف شرف      |
| 2015-2016   | لن أتخلى أبداً، Asla vazgeçmem         | يغيت كوزان       | بطولة        |
| 2017-2018   | اللؤلؤة السوداء                       | كينان            | شخصية رئيسية |
| 2019-       | البطل                                 | فيرات            | بطولة        |
| 2022-2023   | خير الدين بربروس: مرسوم السلطان       | خير الدين بربروس | بطولة        |

### أفلام
| السنة | العمل                              | الدور         | المشاركة           |
| ----- | ---------------------------------- | ------------- | ------------------ |
| 2008  | خسوف الحب، Aşk Tutulması           | اوغور         | فهرية أفجين        |
| 2009  | لعبة القدر , Aşk Geliyorum Demez   | علي           | برجوزار كورال      |
| 2013  | المنفى، Sürgün                     | سادات         | سعادات ايشيل اكسوي |
| 2016  | اللعبة البيزانطية، Bizans Oyunları | الامير أدونيس | توفانا توركاي      |

## الجوائز
- 2011 جائزة لجنة تحكيم مهرجان انطاليا التليفزيوني عن مسلسل ثورة التوليب
- 2011 جائزة الذهب الدوليه كأنجح ممثل تليفزيوني عن دور شينار بمسلسل ثورة التوليب
- 2011 جائزة المواهب كأفضل شاب موهوب في السينما والتليفزيون من كلية AKa
- 2012 جائزة أفضل لاعب شاب للعام من جامعة إسطنبول الثقافية
- 2013 جائزة احسن ممثل للعام من مؤتمر القمة الدولي في دورته 25
- 2013 جائزة الكرستال كأفضل ممثل من مجلة Medya faresi
- 2015 جائزة أحسن ممثل أنيق من حفل أزياء التليفزيون

## وصلات خارجية
- تولجاهان سايشمان على موقع IMDb (الإنجليزية)
- تولجاهان سايشمان على موقع قاعدة بيانات الفيلم (الإنجليزية)

- http://www.diziler.com/kisi/tolgahan-sayisman
- http://www.imdb.com/name/nm2277045/